# Chilworth, Oxfordshire
Chilworth var en civil parish från 1866 till 1932 då den blev en del av Great Milton och Wheatley, i grevskapet Oxfordshire, i England. Civil parish var belägen 13 km från Oxford och hade 54 invånare år 1931. Byn nämndes i Domedagsboken (Domesday Book) år 1086, och kallades då Celelorde.